# Ejnar Krenchel
Ejnar Fogh Krenchel (19. juli 1891 i Aalborg – 1965) var en dansk overretssagfører.
Han var søn af kommunelærer, cand. phil. Carl Gustav Krenchel og hustru Elna Emilie Fogh, blev 1909 student fra Metropolitanskolen, 1915 cand. jur. fra Københavns Universitet. I årene 1916-1919 var han fuldmægtig hos forskellige sagførere, således hos overetssagførerne Staffeldt, Falbe-Hansen, V. Wulff, Kai Lassen, Chr. Heise, Viborg, og hos Søren Andersen. 1919 blev han overetssagfører og nedsatte sig i København.
I 1929 producerede og instruerede han Idrætsfilmen Internationale.
Under besættelsen var han en af de mest ihærdige kritikere af den danske modstandsbevægelse og han agiterede under hele besættelsen for samarbejdspolitikken. Fra 1943 intensiverede han sine retoriske angreb på modstandsbevægelsen i radioen, der helt var kontrolleret af værnemagten. Selv opfattede han sig som pacifist. Efter befrielsen blev Krenchel indsat i Fårhuslejren og i 1947 idømt 8 års fængsel og tab af sin bestalling for sin propagandavirksomhed, men blev løsladt 1949.
Han blev gift 1917 med Gerda Eegholm, datter af vinhandler Sophus Eegholm og hustru Vilhelmine Benthin, men ægteskabet blev senere opløst.